# Ceroxylon sasaimae
Ceroxylon sasaimae är en enhjärtbladig växtart som beskrevs av Gloria A. Galeano. Ceroxylon sasaimae ingår i släktet Ceroxylon och familjen Arecaceae. IUCN kategoriserar arten globalt som akut hotad. Inga underarter finns listade i Catalogue of Life.